# Un mari idéal (film, 1947)
Pour les articles homonymes, voir Un mari ideal et Un mari idéal (film, 1999).
Pour plus de détails, voir Fiche technique et Distribution.
Un mari idéal (An Ideal Husband) est un film britannique d'Alexander Korda, d'après la pièce éponyme d'Oscar Wilde, sorti en 1947.

## Synopsis
En 1895, à  Londres, le vicomte Arthur Goring, qui semble un dandy prétentieux et inconséquent, se rend à une soirée chez sir Robert Chiltern, riche sous-secrétaire d'État parlementaire, et son épouse Gertrude. Une invitée surprise arrivée de Vienne, Laura Cheveley, autrefois fiancée à Arthur Goring, y est le centre de tous les commentaires. Gertrude, qui a été sa condisciple, la redoute et la juge égoïste et malveillante.
Laura Cheveley impose un entretien privé à son mari, qui doit prononcer le lendemain à la Chambre un discours sur un projet frauduleux de canal en Argentine : soit il défend ce projet dans lequel elle a beaucoup investi, soit elle rend publique une lettre prouvant qu’une affaire de concussion est à l’origine de sa fortune. Il cède dans un premier temps, mais Gertrude, qui ignore cette affaire ancienne, lui demande d’y renoncer. Aimant profondément son épouse, il l'écoute. Laura Cheveley, au fait de sa déconvenue, apprend à Gertrude l’infamie à laquelle s’est livré son mari : son idole s’écroule, elle est effondrée. Chiltern, voyant son amour lui échapper, décide alors de dénoncer malgré tout l’escroquerie du canal argentin.
Après une série de quiproquo entre Arthur, Gertrude et Robert, Laura Cheveley entend se servir de la lettre d’une autre façon : elle dit à Arthur Goring qu’elle lui remettra la lettre s’il lui promet de l’épouser, façon pour elle de s’assurer un statut dans le monde en exploitant les sentiments qu’il lui aurait, pense-t-elle, conservés. Dans le fil de la conversation, elle lui parle de la broche de diamants qu’elle a perdue lors de la soirée chez lord Chiltern. Or c’est Goring qui l’a trouvée, et l’a conservée, parce qu’il a reconnu le bijou volé dix ans plus tôt à une de ses cousines. Sous ses dehors frivoles, Goring s’avère finalement à la fois épris de justice et fidèle en amitié. Le rapport de force est renversé : soit elle lui remet la lettre sans délai, soit il fait appeler la police. Laura doit s’exécuter.
Lord Chiltern sera encensé pour la qualité et la probité de son discours, mais le remords lui enjoindra de refuser un poste dans le gouvernement et de quitter la vie publique. Laura Cheveley jettera son dévolu sur un quelconque pantin à particule. Arthur Goring épousera Mabel Chiltern, à qui on promet en lui un mari idéal. Elle récuse cette qualité, se doutant que nul ne peut prétendre à l’être.

## Fiche technique
- Titre original : An Ideal Husband
- Titre français : Un mari idéal
- Réalisation : Alexander Korda
- Assistant : Bluey Hill
- Scénario : Lajos Biró, d'après la pièce d'Oscar Wilde
- Direction artistique : Vincent Korda
- Décors : Scott Simon
- Costumes : Cecil Beaton
- Photographie : Georges Périnal
- Son : John Cox
- Montage : Oswald Hafenrichter
- Musique : Arthur Benjamin
- Producteur : Alexander Korda
- Producteurs associés : Phil Brandon, Hugh Stewart
- Société de production : London Film Productions
- Société de distribution : British Lion Film Corporation
- Pays d’origine :  Royaume-Uni
- Langue originale : anglais
- Format : couleur (Technicolor) — 35 mm — 1,37:1 — son Mono (RCA Sound System)
- Genre : Comédie
- Durée : 125 minutes (version originale) ; 96 minutes
- Dates de sortie :
  - Royaume-Uni : 13 novembre 1947 (première à Londres)
  - France : 27 mai 1949

## Distribution
- Paulette Goddard : Laura Cheveley
- Michael Wilding : vicomte Arthur Goring
- Diana Wynyard : lady Gertrude Chiltern
- Hugh Williams : sir Robert Chiltern
- Charles Aubrey Smith : comte de Caversham (crédité Sir C. Aubrey Smith)
- Glynis Johns : Mabel Chiltern
- Constance Collier : lady Markby
- Christine Norden : Margaret Marchmont
- Harriette Johns : Olivia, comtesse de Basildon
- Michael Medwin : duc de Nonsuch
- Michael Anthony : vicomte de Nanjac
- Peter Hobbes : Eddie Montford
- John Clifford : Mason, maître d'hôtel des Chiltern
- Fred Groves (acteur) (en) : Phipps, maître d'hôtel des Goring
- Michael Ward (acteur) (en) : Tommy Trafford
- Ronald Adam : un membre du Parlement

## Autour du film
La pièce d'Oscar Wilde a donné lieu à au moins deux autres adaptations :
- An Ideal Husband (1999), film britannique réalisé par Oliver Parker avec Julianne Moore et Ruppert Everett ;

- An Ideal Husband (2018), film britannique réalisé par Jonathan Church avec Frances Barber et Freddie Fox.